# ターザン・シリーズ
ターザン・シリーズは、エドガー・ライス・バローズによるアメリカのSF冒険小説のシリーズ名。主にターザンを主役とする。
本項での日本語表示は、早川書房版に準ずる。

## 概要
野生児として育ったターザンを主役とした、冒険小説のシリーズ。生まれ育ったジャングルの習慣・思考が身についているため、文明に対しては批判の目を向けることもしばしばある。バローズの4大シリーズとしては、2番目に開始された（巻数としては一番多い）。
アフリカのジャングルなどの未開の地での冒険が多いが、単なる冒険小説の範疇ではなく、SFの範疇に入る作品もある。例えば、
1. 謎の部族（第2巻ではアトランティスの末裔が登場。第8巻では有尾人など）
2. 秘境にはトリケラトプスなどの恐竜も登場（第8巻）
3. 魔法のような原理（第10巻では、身長50cmほどの種族、ミヌニ人によってターザンが縮小された）

などである。バローズの作品を多く翻訳している厚木淳は、本シリーズに関して「SF的設定の濃い作品が読み応えがあるようだ」と述べている（ただし、「第1巻は別格」とも）。
バローズはアフリカを訪れたことがないため、劇中の描写は想像や資料によるものである。第1作の連載時は虎が登場していたが、読者の指摘により、単行本化の際に豹や雌ライオンなどに改められた。なお、ターザンは第1巻で成人に達するが、第6巻では少年期の短編集として、新規に描かれている。

### シリーズの変遷
第10巻までの変遷を示す。ハヤカワ版の他、創元版もあるので、タイトルではなく巻数で示す（外伝的扱いの『石器時代から来た男』を除く）。タイトル横は発表年。登場人物、種族、国家、その他の用語などについてはターザン・シリーズの登場人物と用語を参照。
第1巻（1912年）
イギリス貴族の息子が、数奇な運命でアフリカの類人猿に育てられる。成人後、文明に接し、運命の女性ジェーン・ポーターと出会うが、気持ちのすれ違いから、結ばれずに終わる。ターザンは20歳まで成長（1908年頃に該当）。
- ターザンの両親は1888年5月にアフリカに向けて出航、結婚はその3ヶ月前のため、彼の生年は1888年ないしは1889年。アメリカのSF作家フィリップ・ホセ・ファーマーは、『実在するターザン─グレイストーク卿の決定的伝記』の中で1888年説を支持している模様。
- フランス海軍の中尉、ポール・ダルノーが初登場。ターザンの友人となり、初めて人語（口語）を教えた。以後、第3巻『ターザンの凱歌』まで登場、第4巻『ターザンの逆襲』と第10巻『ターザンと蟻人間』では言及されるに留まるが、後期の『ターザンと禁じられた都』（1938年）では大尉に昇進しており、当該作の主役として活躍し、ヒロインと愛を育んだ。

第2巻（1913年）
大西洋からフランスを経てアフリカに至る冒険の末、グレイストーク卿の息子と認められ、意中の人とも結ばれる。ターザンは22歳（1910年頃に該当）。
- ロシア人の悪漢コンビ、ニコラス・ロコフとアレックス・パウルヴィッチは、それぞれ第3巻、第4巻まで登場。
- ターザンの部下となる黒人のワジリ族が初登場。以後、何度も登場する。秘境にあるオパル（アトランティスの植民地の成れの果て）と女性司祭長ラーも初登場。ワジリ族ほどではないが、複数回、登場する。

石器時代から来た男（第1部が1914年、第2部が1915年）
バローズはターザンを正続2巻で完結させる構想をもっていたらしく、本作では脇役として登場する（「引退したヒーローの後日談」に近い）。
- ジャックという愛息子が産まれている。そのため、第2巻終了から1年程度か、それ以上が経過していると思われる。

第3巻（1914年）
復讐を企む悪漢ロコフの手で、赤ん坊のジャックが誘拐され、ターザンは無人島に置き去りにされて、ジェーンは拉致される。
- 「前巻までの同工異曲にしか過ぎない」と森優は指摘する。他にも、カヌーで追跡する類人猿の群れ（ターザンの配下）は、『モンスター13号』（『モンスター・マン』）（1913年）の焼き直しである（徐々に数を減らす点も同様）。
- 後続巻と違い、ゲスト・ヒロインは目立たない（名前すらない）。ゲスト・ヒーローも同様の傾向（特にスヴェン・アンデルセン）。

第4巻（1915年）
ジャック少年（コラク）の冒険と成長、メリームとの恋物語。開始時点で前巻から10年経っており（1922年頃になると思われる）、本巻中にさらに数年が経過する。前巻で登場した類人猿、アクートが再登場。
- 火星シリーズ同様、「主人公の子供」が主役になったが、火星やペルシダーのように、「単独で別人が主役になる」という事態にはならなかった（少年向け『ターザンの双生児』2編を除く）。しかし、「シリーズの主役の他に、ゲスト・ヒーロー（準主役）とゲスト・ヒロインを登場させ、恋はゲストが担当する」という手法は多用されている。時には2組のゲスト・カップルが登場する（『ターザンと呪われた密林』(1931年)など）。

第5巻（1916年）
会社が赤字となり、資産がなくなったターザンは、黄金を得るため再びオパルへ乗り込むが、事故で一時期記憶を失ってしまう。
第6巻（1916年9月～1917年）
少年期から成人前まで（白人と遭遇する以前）のターザンの短編集。
第7巻（1919年～1920年）
第一次世界大戦（1914年から1918年）が勃発。ターザンも巻き込まれ、領地（とワジリ族）はドイツ軍に蹂躙され、ジェーンも死亡したかに見えた。ドイツ軍への復讐が始まる。
- 本作に登場するズーシャンは、「孤立した地域で、長い間近親婚を繰り返した結果、狂人ばかりの一族となった国」という設定であるが、これは後に別の作品にも登場する（例：『ターザンと呪われた密林』、ペルシダー・シリーズ第6巻『恐怖のペルシダー』(1944年)）。

第8巻（1921年）
ジェーンは遠く秘境パル・ウル・ドンに拉致されており（雑誌連載時、第7巻序盤のシーンでは明確に死亡していたが、第7巻ラストで生存と修正された。単行本化の際、辻褄があうよう、冒頭も修正された）、ターザンの追跡が始まる。コラク（ジャック）も後を追う。
- 前巻の明確な続編として執筆されている。コラクは第4巻から久しぶりに登場するが、その成長ぶり（年齢）と時代設定（経年）が合わない。
- 本作以降、「秘境へ出向く」という路線が明確になっていく（ペルシダーに出向く『地底世界のターザン』も、このバリエーション）。ただし、「ターザンの元（アフリカ）に訪問者が来る」パターンも存在する。
- 本作では、宗教を利用してターザンが「神の子」を演じたが、後に別の作品にも流用された（例：ペルシダー・シリーズ第7巻『ペルシダーに還る』第2部「青銅器時代の男たち」(1942年)、『ターザンと狂人』(1964年)）

第9巻（1923年）
ワジリ族は、召集されて前線で兵役についていたが、ターザンの領地に戻り、荒廃した農場を再建。ターザンはイギリス軍に財産の大部分を献上しており、農場の再建で資金が底をついたため、その補充に3度、オパルへ行く。
- 「黄金のライオン」ことジャド・バル・ジャが初登場。
- ターザンに化けたニセモノが登場（オパルの金塊を狙う手段として）。ワジリ族を騙す手段として「記憶喪失」を装った（第5巻の展開を受けて）。

第10巻（1924年）
飛行機で単独飛行に出たターザンは、身長50センチほどのミヌニ人と出会い、縮小されてしまう。
孫息子（氏名不明）、ジャック夫妻、ジェーンが登場。以後はほとんど登場せず、『ターザンと女戦士』(1936年~1937年)で「妻」がわずかに登場するのみとなる。
- 家族の代わりに、ンキマという小猿が複数の作品で登場する。
- 以後は経年（時代設定）も不明なものが多くなる（しかし、第二次世界大戦を題材にした『ターザンと難船者』等の作品もある）。
- アラリ人の「男女の逆転した部族」という設定は、別の作品にも流用された（例：ペルシダー・シリーズ第6巻『恐怖のペルシダー』）

リチャード・A・ルポフは『バルスーム』にてバローズの「自己反復と模倣」について述べ、「ターザン・シリーズが一番ひどい」としている。しかし、前述の通り、本シリーズで登場したプロットが他の作品に転用されることもある。
なお、ルポフによると、「バローズの作り出した、猿人ターザンの同類（分身）」として明示されているのは、以下の通り。
- 『石器時代から来た男』- 原始人ヌー
- 『石器時代へ行った男』- 勇者サンダー（ウォルドー・エマースン）
- 『砂漠のプリンス』- アジズ（マイケル王子）
- 『マン・イーター』（未訳）

## 作品一覧
日本語版は、ハヤカワ文庫特別版SFより刊行されたものが、最も巻数が多い。「TARZAN BOOKS」として22巻が刊行されている（ただし、未刊分が3巻分残っている）。

### ハヤカワ文庫版
ハヤカワ文庫特別版SFは、当初は全26巻が予定されていた（実際は全25巻予定。理由は後述）。以下、リストを示す。ただし、「E・R・バロウズ作品総目録（H・H・ヘインズの資料による）」には、連載開始の月しか明記されておらず、連載か読み切りか判断できない。当該巻や他の資料に明記されているものは補足した。
通し番号（101から125）の順番に刊行されていないのは、編集方針である（長期シリーズであり、シリーズの概略を早期に示すため）。ただし、『勝利者ターザン』と『ターザンと呪われた密林』の順番が入れ替わっている理由は不明。114の代わりに25が記載されているのは、ペルシダー・シリーズの第4巻として、既に刊行されていたためである。
森優の「史上最大最高の冒険ヒーロー」に従い、元の通し番号（[]で表示）と、出版予定期（第1期。(1)と表記）についても併記する。これにより、次の2点が判明する。
1. Tarzan's Questは第1期に予定されていたが、刊行されていない（2010年2月現在）。
2. Tarzan and The Tarzan Twins with jad-bal-ja the Golden Lionは20巻目に予定されていたが、第11巻『ターザンの双生児』にThe Tarzan Twinsと併録された。

このため、全26巻の予定が全25巻予定になっている（2010年2月現在、3巻分が未刊）。未刊分の邦題、訳者については、早川書房『文庫解説目録（1983年）』による。
補足として、『石器時代から来た男』（創元推理文庫）を、時系列に従って組み入れている。ハヤカワ版でも、「別巻」として刊行の予定があった。「E・R・バロウズ作品総目録（H・H・ヘインズの資料による）」ではターザン・シリーズの第3作とされているが、バランタイン版、エース・ブックス版ではシリーズに含まれていない。また、H・H・ヘインズの資料では「ターザンとチャンピオン」、「ターザンとジャングルの殺人者」も個別に数えているため、全29作となっている。
| 番号/ (予定期)/ [元番号] | 邦題                                  | 刊行                      | 原題/刊行                                                                                | 連載、備考 |
| ------------------------ | ------------------------------------- | ------------------------- | ---------------------------------------------------------------------------------------- | --- |
| 101 (1)                  | 類猿人ターザン                        | 1971年8月31日 高橋豊      | Tarzan of the Apes 1914年                                                                | 1912年10月 オール・ストーリー |
| 102 (1)                  | ターザンの復讐                        | 1971年10月31日 高橋豊     | The Return of Tarzan 1915年                                                              | ニュー・ストーリー 1913年6月号～（全7回） |
| -                        | 石器時代から来た男 （創元版）         | 1977年11月11日 厚木淳     | The Eternal Lover 1925年 （別題The Eternal Savage）                                      | Nu of the Neocene（第1部） オール・ストーリー ・ウィークリー 1914年3月7日号 Sweetheast Primeval（第2部） オール・ストーリー ・キャバリアー 1915年1月23日号 ～2月13日号 |
| 103                      | ターザンの凱歌                        | 1972年5月15日 高橋豊      | The Beasts of Tarzan 1916年                                                              | オール・ストーリー ・キャバリア・ウィークリー 1914年5月～6月 |
| 104                      | ターザンの逆襲                        | 1982年7月10日 長谷川甲二  | The Son of Tarzan 1917年                                                                 | 1915年12月 |
| 105 (1)                  | ターザンと アトランティスの秘宝       | 1972年1月15日 高橋豊      | Tarzan and the Jewels of Opar 1918年                                                     | 1916年11月 |
| 106                      | ターザンの密林物語                    | 1974年12月31日 高橋豊     | Jungle Tales of Tarzan 1919年                                                            | 1916年9月～1917年8月 少年期の短編集。 以下の12編を収録。 |
| -                        | ターザンの初恋                        |                           | The New Stories of Tarzan                                                                | 1916年9月 |
| -                        | 象とターザン                          |                           | The Capture of Tarzan                                                                    | 1916年10月 |
| -                        | 赤ん坊                                |                           | The fight for the balu                                                                   | 1916年11月 |
| -                        | 神                                    |                           | The God of Tarzan                                                                        | 1916年12月 |
| -                        | ターザンと黒人の少年                  |                           | Tarzan and the Black Boy                                                                 | 1917年1月 |
| -                        | まじない師の復讐                      |                           | The Witch-Doctor Seeks Vengeance                                                         | 1917年2月 |
| -                        | ブカワイの最後                        |                           | The End of Bukawai                                                                       | 1917年3月 |
| -                        | ジャングルのユーモア                  |                           | The Lion                                                                                 | 1917年4月 |
| -                        | 悪夢                                  |                           | The Nightmare                                                                            | 1917年5月 |
| -                        | 銃弾                                  |                           | The Battle for Teeka                                                                     | 1917年6月 |
| -                        | 変身                                  |                           | A Jungle Joke                                                                            | 1917年7月 |
| -                        | 月を救う                              |                           | Tarzan Rescues the Moon                                                                  | 1917年8月 |
| 107 (1)                  | 野獣王ターザン                        | 1972年8月31日 高橋豊      | Tarzan the Untamed 1920年                                                                | 1919年3月～1920年3月 レッドブック（第13章まで） オール・ストーリー ・キャバリア・ウィークリー （第14章以降）                                                           |
| 108 (1)                  | 恐怖王ターザン                        | 1972年11月30日 高橋豊     | Tarzan the Terrible 1921年                                                               | オール・ストーリー ・キャバリア・ウィークリー 1921年2月～ |
| 109 (1)                  | ターザンと黄金の獅子                  | 1973年7月31日 高橋豊      | Tarzan and the Golden Lion 1923年                                                        | 1923年12月 |
| 110 (1)                  | ターザンと蟻人間                      | 1973年10月31日 高橋豊     | Tarzan and the Ant Men 1924年                                                            | 1924年2月 |
| 111 [111] [120]          | ターザンの双生児                      | 1976年1月10日 高橋豊      | The Tarzan Twins1927年 Tarzan and The Tarzan Twins with jad-bal-ja the Golden Lion1936年 | なし（単行本が初出） |
| 112                      | （未刊） （ジャングルの帝王ターザン） | - （高橋豊）              | Tarzan, the Lord of the Jungle 1928年                                                    | 1927年12月 |
| 113 (1)                  | ターザンと失われた帝国                | 1974年9月30日 高橋豊      | Tarzan and the Lost Empire 1929年                                                        | オール・ストーリー 1928年10月～1929年 |
| 25                       | 地底世界のターザン                    | 1971年5月31日 佐藤高子    | Tarzan at the Earth's Core 1930年                                                        | 1929年9月 |
| 115                      | 無敵王ターザン                        | 1974年4月30日 高橋豊      | Tarzan the Invincible 1931年                                                             | オール・ストーリー 1930年10月 |
| 116 [26]                 | 勝利者ターザン                        | 1978年6月20日 長谷川甲二  | Tarzan and the Castaways 1965年                                                          | 以下の3篇を収録。 |
| -                        | ターザンと難船者                      |                           | The Quest of Tarzan （ターザンの追跡）                                                   | アーゴシー 1941年10月 |
| -                        | ターザンとチャンピオン                |                           | Tarzan and the Champion                                                                  | 1940年4月 |
| -                        | ターザンとジャングルの殺人者          |                           | Tarzan and the Junglr Murder                                                             | 1940年6月 |
| 117 (1)                  | ターザンと黄金都市                    | 1974年6月20日 矢野徹      | Tarzan and the City of Gold 1933年                                                       | 1932年3月 |
| 118 (1)                  | ターザンとライオン・マン              | 1980年6月20日 矢野徹      | Tarzan and the Lion Man 1934年                                                           | 1933年11月 |
| 119                      | ターザンと豹人間                      | 1982年4月10日 長谷川甲二  | Tarzan and the Leopard Men 1935年                                                        | 1932年3月 |
| 120 (1) [21]             | （未刊） （ターザンの追跡）           | - （長谷川甲二）          | Tarzan's Quest 1936年                                                                    | 1935年10月 |
| 121 (1) [22]             | ターザンと禁じられた都                | 1980年11月20日 矢野徹     | Tarzan and the Forbidden City 1938年                                                     | 1938年3月 |
| 122 [23]                 | ターザンと女戦士                      | 1979年2月20日 長谷川甲二  | Tarzan the Magnificent 1939年                                                            | 1936年9月～1937年11月 |
| 123 [24]                 | （未刊） （ターザンと外人部隊）       | - （長谷川甲二）          | Tarzan and the Foreign Legion 1947年                                                     | なし（単行本が初出） |
| 124 [25]                 | ターザンと狂人                        | 1976年3月20日 矢野徹      | Tarzan and the Madman 1964年                                                             | なし（死後発見） |
| 125 [16]                 | ターザンと呪われた密林                | 1980年11月10日 長谷川甲二 | Tarzan Triumphant 1932年                                                                 | 1931年10月 |

表紙・口絵・挿絵は、その多くを武部本一郎が手がけている（第1巻から1980年の『ターザンと禁じられた都』まで）。武部の死後は、加藤直之が担当している（『ターザンの逆襲』、『ターザンと豹人間』、『ターザンと呪われた密林』の3作）。なお、『地底世界のターザン』はペルシダー・シリーズのため、柳柊二が描いている。
死後に発見された『ターザンと狂人』は、早川書房が日本語翻訳権を独占している。

#### ハヤカワ版と創元版（邦訳順）
ハヤカワ版、東京創元社版を邦訳順で一覧化。創元版のみ原題を記す。「挿絵」が空欄の場合は武部本一郎。「用語」は「ターザン用語の手引」（#ターザン用語（類人猿の言語））が収録されているかどうかを示す（『地底世界のターザン』は、野田昌宏の「ペルシダー百科事典」）。
| ハヤカワ 版の番号 | 邦題                                                  | 刊行                              | 翻訳 / 挿絵         | 解説、 訳者あとがき | 用語 |
| ----------------- | ----------------------------------------------------- | --------------------------------- | ------------------- | ------------------- | ---- |
| 25 (114)          | 地底世界のターザン                                    | 1971年5月31日                     | 佐藤高子 柳柊二     | 野田昌宏            | 百科 |
| 101               | 類猿人ターザン                                        | 1971年8月31日                     | 高橋豊              | 森優                | ×    |
| 102               | ターザンの復讐                                        | 1971年10月31日                    | 高橋豊              | 森優                | ×    |
| 105               | ターザンとアトランティスの秘宝                        | 1972年1月15日                     | 高橋豊              | 森優                | ×    |
| 103               | ターザンの凱歌                                        | 1972年5月15日                     | 高橋豊              | 森優                | ×    |
| 107               | 野獣王ターザン                                        | 1972年8月31日                     | 高橋豊              | 森優                | ×    |
| 108               | 恐怖王ターザン                                        | 1972年11月30日                    | 高橋豊              | 森優                | ○    |
| 109               | ターザンと黄金の獅子                                  | 1973年7月31日                     | 高橋豊              | 森優                | ×    |
| 110               | ターザンと蟻人間                                      | 1973年10月31日                    | 高橋豊              | 森優                | ×    |
| 115               | 無敵王ターザン                                        | 1974年4月30日                     | 高橋豊              | 高橋豊              | ○    |
| 117               | ターザンと黄金都市                                    | 1974年6月20日                     | 矢野徹              | -                   | ○    |
| 113               | ターザンと失われた帝国                                | 1974年9月30日                     | 高橋豊              | 高橋豊              | ×    |
| 106               | ターザンの密林物語                                    | 1974年12月31日                    | 高橋豊              | 高橋豊              | ×    |
| 111               | ターザンの双生児                                      | 1976年1月10日                     | 高橋豊              | 高橋豊              | ○    |
| 124               | ターザンと狂人                                        | 1976年3月20日                     | 矢野徹              | -                   | ○    |
| (114)             | ターザンの世界ペルシダー (Tarzan at the Earth's Core) | 1976年6月25日 （創元推理文庫SF）  | 厚木淳              | 厚木淳              | -    |
| -                 | 石器時代から来た男 (The Eternal Lover)                | 1977年11月11日 （創元推理文庫SF） | 厚木淳              | 厚木淳              | -    |
| 116               | 勝利者ターザン                                        | 1978年6月20日                     | 長谷川甲二          | 星新一              | ○    |
| 122               | ターザンと女戦士                                      | 1979年2月20日                     | 長谷川甲二          | 谷口高夫            | ○    |
| 118               | ターザンとライオン・マン                              | 1980年6月20日                     | 矢野徹              | -                   | ○    |
| 125               | ターザンと呪われた密林                                | 1980年11月10日                    | 長谷川甲二 加藤直之 | -                   | ○    |
| 121               | ターザンと禁じられた都                                | 1980年11月20日                    | 矢野徹              | -                   | ○    |
| 119               | ターザンと豹人間                                      | 1982年4月10日                     | 長谷川甲二 加藤直之 | -                   | ○    |
| 104               | ターザンの逆襲                                        | 1982年7月10日                     | 長谷川甲二 加藤直之 | -                   | ○    |
| (101)             | ターザン (Tarzan of the Apes)                         | 1999年8月20日 （創元SF文庫）      | 厚木淳 加藤直之     | 厚木淳              | -    |
| (102)             | ターザンの帰還 (The Return of Tarzan)                 | 2000年6月23日 （創元SF文庫）      | 厚木淳 加藤直之     | 厚木淳              | -    |

#### ハヤカワ版、創元版以外の邦訳
『ターザンと女戦士』での谷口高夫の解説によると、「ハヤカワ版（1971年~）以前のものは、小山書店の2巻以外は抄訳ばかりで、映画のノベライズも混じっていた、と記憶する」とのこと。
河出書房
ターザンの生い立ち ターザン物語（1955年）(Tarzan of the Apes,1912)
密林の王者ターザン（1955年） (Tarzan, the Lord of the Jungle,1928)
いずれも大久保康夫訳。
宝文館
ターザンと密林の叫び
ターザンと外人部隊
ターザンと死の踊り
ターザンとジャックの冒険
いずれも1956年、翻訳は野上彰。
小山書店
第1巻と第2巻のみ。翻訳は西条八十。「全訳」とのこと。

### 関連作品
トーンの無法者 (The Outlaw of Torn,1927)
未訳。バローズの第2作。13世紀のイギリスを扱った作品で、グレイストーク卿（ターザンの先祖）が登場する。
なお、バローズの2作目はTarzan of the Apes（『類猿人ターザン』）と紹介されることがあるが、実際は3作目である。
ルータ王国の危機
主人公のバーニー・カスターは、『石器時代から来た男』のヒロイン（ヴィクトリア・カスター）の兄。

### バローズ以外の作品
バローズの死後、様々な人物が続編等を描いている。
ジョー・R・ランズデール作
"Tarzan : the Lost Adventure"
バローズの遺稿を、ジョー・R・ランズデールが完成させたもの。日本語には翻訳されていない。
フィリップ・ホセ・ファーマー作
シャーロック・ホームズ アフリカの大冒険
ターザンとシャーロック・ホームズの共演作。
"Time's Last Gift"(1972)
タイムトラベルもの。
"The Dark Heart of Time"(1999)
遺族から公認を取り付けた、正式な続編。
"Tarzan Alive:a definitive biography of Lord Greystoke"
邦題は『実在するターザン─グレイストーク卿の決定的伝記』。ターザンの「伝記」。
早川書房が版権を取得し、「TARZAN BOOKS」完結後に別巻として出版される予定であったが、未刊。
"Hadon of Ancient Opar"(1974)
"Flight to Opar"(1976)
2作とも、オパルが栄えていた時代を描いた作品。
S・J・バーン作
火星のターザン
アザーワールド1955年11月号掲載。同誌編集長R・パルマー（アメージングの元編集長）の企画。タイトル通り、火星シリーズとのクロスオーバー作品。
SF界で話題となり、バローズの遺族と版権でもめ、ファンの反応も複雑を極めたという。

## ターザン用語（類人猿の言語）
ハヤカワ文庫版では、「類人猿（マンガニ）の言語」を「ターザン用語の手引」として収録してあるものがある（#ハヤカワ版と創元版（邦訳順）参照）。その中から、主なものを五十音順で記述する。なお、翻訳者により、表記ゆれが存在する。また、マンガニの言語は、小猿やヒヒも使用している。
ウシャ
風。
カ・ゴダ
降参。状況により、「降参するか?」と「降参する」に使い分けられる。
クレエグ・アー!
警戒を促す際に使用。例、「警戒しろ!」。
ゴ
黒。
ゴマンガニ
黒人。
ゴロ
月。
サボー（サボル）
雌ライオン。
ザン
皮（肌）。下記「ター」と合わせると「白い肌」。ターザンの名前の由来。
シェエタ
豹。
スカ
ハゲタカ。
タル（ター）
白、または明るい。
「ターザンの双子(The Tarzan Twins)」とあだ名される少年の一人ドックは、髪の色が明るいため「ターザン・タル（白）」と呼ばれる（もう一人のディックは、髪の色が黒いため「ターザン・ゴ（黒）」と呼ばれる）。
タルマンガニ
白人。
ダンゴ
ハイエナ。
タンター（タントル、タントー）
象。
ヌマ（ニューマ）
雄ライオン。
バッコ
シマウマ。
バラ
鹿。
バル
戦い。
バルー
黄金。
バルウ
赤ん坊。
パンバ
ネズミ。
ピサ（ピサー）
魚。
ヒスタ（ヒスター）
蛇。
ブト（ビュート）
サイ。
ボルガニ
ゴリラ。
ホルタ
猪。
マヌ
小猿。
マンガニ
類人猿。

## 備考

### 参考作品
バローズ自身が明かしたところによると、以下の3点が参考になっている。
1. ロムルスとレムス（ローマ帝国の建国伝説）
2. 大衆雑誌で読んだ短編（難破した船員が、アフリカに辿り着き、雌の類人猿から愛される）
3. 小説『ジャングル・ブック』（ラドヤード・キップリング作）

3．に関しては、一部のバローズ・ファンは否定していたが、リチャード・A・ルポフの調査で明らかになった（カリフォルニア大学のイタリア語教授だったルドルフ・アルトロッキがバローズ自身に問い合わせ、1937年3月31日付の返信の中で触れており、この写しが残されていた）。なお、ハヤカワ版の「TARZAN BOOKS」は、『ジャングル・ブック』にちなんでつけられている。
キップリングは、バローズと本シリーズを、自伝『多少なりとも私自身』(SOMETHING OF MYSELF,1937)の中で「模倣」、「ドタバタ化」として痛烈に批判した 。

#### H・R・ハガードからの影響
本節は、『ターザンと蟻人間』の解説である、森優の「ターザンと洞窟の女王」による。
キップリングは、『ジャングル・ブック』の着想の一つとして、『多少なりとも私自身』の中でヘンリー・ライダー・ハガードの『百合のナダ』(NADA THE LILY)を挙げている。これにより、バローズはキップリングから、キップリングはハガードから、という経路が確認できた。
森は、「ハガードは有名な作家であったし、デビュー前のバローズはシカゴ公共図書館に通いつめていたから、読んでいないとは考えにくい」とし、次の点を主張している。
1. 『洞窟の女王』(SHE,1886)の失われた都コルに君臨する白い肌の女王アッシャは、その名を呼ぶことをタブーとされ、「SHE」と呼ばれている。一方、本シリーズでは秘境オパルに女王ラーが存在している。「LA」というのは、ラテン系の言語では女性の定冠詞である。代名詞と冠詞という違いはあるものの、語学に堪能なバローズが、偶然そう命名したとは考えにくい。また、双方の女性が、外部から訪れた白人と恋に落ちる点も共通している。
2. ハガードの伝記作家モートン・N・コーエンによれば、コルはグレート・ジンバブエ遺跡に一致する、と多くの学者が指摘している。このジンバブエをソロモン王の伝説の都オファーに擬する学者もいる（『ソロモン王の洞窟』で扱われているテーマである）。オファー(OPHIR)とオパル(OPAR)の綴りが似ているのは偶然なのか?

さらに、森はバローズの伝記作家であるロバート・W・フェントンの指摘を紹介している。それは、バローズの小説"H.R.H The Rider"（1918年、未訳。邦題は『騎手殿下』、あるいは『H・R・H・ザ・ライダー』）のタイトルは、「ヘンリー・ライダー・ハガード(Henry Rider Haggard)への手向けではないのか?」という説である。
この他、野田昌宏は、『地底世界のターザン』の解説で、ジャック・ロンドンの著作とヘンリー・モートン・スタンリーのアフリカ旅行記からの影響を推測している。

### 反響、影響
1950年代の段階で、本シリーズは31ヶ国語に翻訳され、58ヶ国で発売されている。1962年に始まった第2次ブームは、アメリカ、イギリス、フランス、ドイツ、オーストラリア、カナダなどに広まっている。アメリカでは、1962年だけで1000万部を売り上げた、とライフ（1963年11月29日号、文芸欄）は伝えている。この売り上げは、アメリカのペーパー・バックの総売り上げの1/30に達した。
なお、第1作が発表と同時にベストセラーとなった、という説があるが、これは間違いである。何故なら、フェントンの調査によると、1914年の初版は5000部しか刷られておらず、年内の再版分を含めても15000部にしか過ぎないからである。ただし、後年にコロンビア大学が発表した「1875年から1934年までのベストセラー・ベスト65」の中では、第1作が27位に入っており、累計75万部を売り上げた、とされている。また、1945年の段階でのシリーズの総発行部数は、209万部に上る。

#### ドイツ冒涜者ターザン
本節は、『野獣王ターザン』の解説として森優が書いた「シリーズ随一の傑作」による。
第7巻『野獣王ターザン』は、1919年3月から1920年3月まで雑誌に掲載され、1920年に単行本化された。この執筆は、1918年8月から1920年12月までかかっている（ただし、続編の第8巻『恐怖王ターザン』も含む。また、途中の11ヶ月ほどは、別の作品に取り組んでいる）。
ドイツでは、1923年から1925年の間に第6巻までが翻訳され、200万以上のバローズファンが誕生していた。しかし、第一次世界大戦に材をとった本作は、ドイツ軍を悪役としており、ドイツでのバローズ作品の出版を独占していたチャールズ・ディック社の社長、ディックは、本作の出版を見送っていた。
ところが、シュテファン・ゾーレルというジャーナリストが偶然、英語版の本書を入手し、1925年3月に『ドイツ冒涜者ターザン』と題して抄訳版を出版した。そのため、ドイツではバローズ・バッシングの嵐となった。バローズは、フランクフルト・ツァトゥング紙に謝罪文を提出、同紙は態度を軟化させ、バローズの潔さを評価した。
とはいえ、アドルフ・ヒトラーの台頭により、ドイツの文学・映画など芸術に関する統制が苛烈に行われ、バローズ作品も焚書の運命を辿っている。バローズ作品のドイツでの人気再燃は、その後20年以上が経過しなければならなかった。
なお、後続の作品では、一時期ではあるものの、ドイツ人のヒーローが活躍、もしくはヒロインが登場している。
- 『ターザンと失われた帝国』（1928年～1929年）
- 『地底世界のターザン』（1929年。上記の次巻。創元版は『ターザンの世界ペルシダー』）
- 『栄光のペルシダー』（1937年。上記の続編。創元版は『石器の世界ペルシダー』）
- "Tarzan and The Tarzan Twins with jad-bal-ja the Golden Lion"（1936年。『ターザンの双生児』の後半部分）

などが挙げられる。
一方で、第一次大戦時期に設定した『時間に忘れられた国』（1918年）などでは、ドイツ人は悪役となっている。また、第二次大戦の時期になると、再び反ドイツ（ヒトラー、ナチスへの非難）的な作品『金星の独裁者』（1938年。金星シリーズ第3巻。原題は"Carson of Venus"）が登場する。

### 劇中でのバローズ
4大シリーズの内、本シリーズ以外（火星、ペルシダー、金星）において、バローズは作中に聞き手（仲介者）として登場している。
バローズ作品に聞き手（もしくは語り手）が登場する場合、それがバローズ個人であるか否かは、明言されている場合といない場合がある。前者は『火星のプリンセス』が代表格で、後者には、例えば『時間に忘れられた国』（の第1部と第2部）がある。
明言されていない場合、「明らかにバローズではない」と、ほぼ断定できる場合と、できない場合がある（前者の例は月シリーズの第1部と第2部で、聞き手は1969年に商務長官の後任に指名されている。バローズが存命の可能性はあったが、94歳と高齢になるため、閣僚の任命はまず考えられない）。
本シリーズの場合、第1巻で「私」が酔漢から話を聞かされ、それを調査した、という導入部が採用されている。この時点では、バローズであるとも、ないとも断言できなかった。
類似の例としては、ペルシダー・シリーズがある。第1巻、第2巻では「私」が聞き手であり、バローズであるという決定的な証拠は明示されなかった（むしろ、経歴等から、別人の可能性が高かった）。しかし、第3巻『戦乱のペルシダー』（創元版は『海賊の世界ペルシダー』）において、劇中の重要人物（アブナー・ペリー）とジェイスン・グリドリーの通信に、「エドガー・ライス・バローズ」という名前が出てきており（しかも、バローズはグリドリーと同席している）、前巻までの聞き手がバローズだと確認できる状況になっている。
この続編となるのが、『地底世界のターザン』（創元版は『ターザンの世界ペルシダー』）であるが、冒頭でジェイスンがターザンを訪ねるシーンにおいて、ペリーからの通信文（『戦乱の~』の写し）を提示し、その信頼性に対して「あなたもよく名前をごぞんじの人」の署名、と、バローズの名前を出さず、回りくどい説明をしている。
こうまでバローズがターザン・シリーズで自身の名を出さないのか、明言されていない（ただし、第1巻において「主要な登場人物について架空の名前を使う」とし、「物語が真実である可能性」をほのめかす演出をしている）。